# (36333) 2000 NV4
2000 NV4 (asteroide 36333) é um asteroide da cintura principal. Possui uma excentricidade de 0.24949800 e uma inclinação de 1.74000º.
Este asteroide foi descoberto no dia 7 de julho de 2000 por LINEAR em Socorro.